# Духов Борис Інокентійович
Борис Інокентійович Духов (9 листопада 1937, Красноярськ, РРФСР — 28 липня 2011, Москва, Російська Федерація) — командувач військ ППО Сухопутних військ Збройних Сил Російської Федерації (1991—2000), генерал-полковник (жовтень 1988). Народний депутат України 1-го скликання (1990—1991).

## Біографія
У 1959 році закінчив Київське вище інженерно-артилерійське училище, а в 1977 році — Військову академію Генерального штабу Збройних Сил СРСР. Був членом КПРС.
У 1960—1961 роках — начальник групи радіотехнічної батареї в Київському військовому окрузі. У 1961—1963 роках — начальник першого відділення — старший офіцер наведення радіотехнічної батареї окремого зенітного ракетного полку. У 1963—1966 роках — командир радіотехнічної батареї — заступник командира зенітного ракетного дивізіону з інженерно-ракетної служби окремого зенітного ракетного полку (С-75).
У 1966—1968 роках — командир зенітного ракетного дивізіону окремого зенітного ракетного полку (С-75) 1-ї гвардійської танкової армії Групи Радянських військ у Німеччині.
У 1968—1970 роках — заступник командира, а у 1970—1974 роках — командир зенітного ракетного полку «Куб» 4-ї гвардійської танкової дивізії Московського військового округу.
У 1974—1977 роках — заступник начальника військ ППО Московського військового округу.
У 1977—1980 роках — начальник військ ППО Північно-Кавказького військового округу.
У 1980—1984 роках — командувач ППО Туркестанського військового округу.
У 1984—1986 роках — командувач ППО Південно-Західного напрямку.
У 1986—1991 роках — начальник Військової академії протиповітряної оборони Сухопутних військ імені Маршала Радянського Союзу Василевського О. М. (Київ, Повітрофлотський проспект,28).
18 березня 1990 року обраний Народним депутатом України, 2-й тур 50,61 % голосів, 22 претенденти. Член Комісії ВР України з питань оборони і державної безпеки.
13 грудня 1991 року склав свій депутатський мандат, у зв'язку з призначенням його на посаду начальника військ ППО Сухопутних військ Міністерства оборони СРСР (РФ) та одночасним виїздом за межі України.
У 1991—2000 роках — командувач військ ППО Сухопутних військ Збройних Сил Російської Федерації.
З 2000 року — у відставці.
28 липня 2011 року помер на 74 році життя. Похований на Троєкуровському кладовищі.

## Звання
- генерал-полковник (1988)

## Нагороди
Нагороджений орденами Червоного Прапора, Червоної Зірки, «За службу Батьківщині у Збройних Силах СРСР» III ступеня, «За військові заслуги», багатьма медалями.
Член-кореспондент Російської академії ракетних і артилерійських наук, заслужений військовий фахівець РФ.